# Ida Silverman
Ida Silverman (Kovno, 31 de outubro de 1882 - Herzliya, 1 de novembro de 1973) foi uma filantropa judia que, com seu marido, ajudou a fundar cerca de 100 sinagogas, a maioria em Israel. Ela é a única mulher que serviu como vice-presidente da Organização Sionista da América e do Congresso Judaico Americano.
Imigrante russa, Silverman chegou aos Estados Unidos antes de completar um ano de idade. Sua família se estabeleceu em Providence, Rhode Island, onde ela concluiu os estudos, se casou e teve quatro filhos. Enquanto trabalhava com ajuda humanitária durante a Primeira Guerra Mundial, ela se deu conta da profundidade dos problemas sociais e dos efeitos da guerra sobre os refugiados. Juntando-se ao movimento sionista nos anos 1900, em uma década ela se tornou uma palestrante motivacional, defendendo o estabelecimento de um lar judaico permanente na Palestina.
Entre 1925 e o final da década de 1940 registrou mais de 600.000 milhas aéreas viajando pelo mundo, falando e levantando fundos para a criação de um estado judeu. Mesmo durante a Segunda Guerra Mundial, ela recebeu permissão especial para viajar para áreas devastadas pela guerra para avaliar as condições. No final da guerra, Silverman voltou seus esforços para a construção de infraestrutura na nova nação de Israel, mas também estava envolvida na filantropia em seu estado natal de Rhode Island, levantando fundos para hospitais e organizações de saúde mental.
Ela recebeu muitas honras e prêmios por sua filantropia, incluindo a Mãe Judaica do Ano, a "Medalha de Prata" da Organização das Mulheres de Mizrachi da América pela construção de Israel, doutorados honorários e, juntamente com seu marido, foi introduzida no Rhode Island Heritage Hall of Fame em 1971.

## Biografia
Ida Marcia Camelhor nasceu em 31 de outubro de 1882 em Kovno, Rússia, filha de Mary (nascida Dember) e Louis Camelhor (também conhecido como Lieb Kamelhorn). Ela era a única criança sobrevivente de uma família de oito pessoas. Antes de seu primeiro aniversário, seus pais imigraram para Nova York e quando ela tinha cerca de dez anos, eles se mudaram para Providence, Rhode Island. Ela frequentou a escola pública de gramática e o ensino médio e, aos dezesseis anos, foi trabalhar como contadora para Archibald Silverman. Archibald, também imigrante, começou sua carreira como designer de bijuterias. Junto com seu irmão, Charles, ele fundou a joalheria Silverman Brothers em Providence em 1897. Após dois anos trabalhando na joalheria, Camelhor concordou em se casar com seu chefe; eles se casaram em 1900.
Archibald continuou a trabalhar e eventualmente se tornou presidente de um banco e um filantropo pelas causas judaicas. Embora Ida fosse a porta-voz e a "presença" das causas nas quais o casal estava envolvido, Archibald apoiou totalmente sua participação e deu seu tempo, apoio moral e contribuições monetárias para promover sua filantropia. Ele também entendeu e aceitou que seu trabalho para os outros sempre teria precedência sobre suas próprias tarefas domésticas.

## Honras e prêmios
Em 1951, Silverman foi homenageada como a Mãe Judaica do Ano pelo Fundo Nacional Judaico, que estabeleceu uma floresta em Israel com seu nome. Em 1953, uma vila em Israel, Nachlat Ida, foi nomeada em sua homenagem em reconhecimento aos anos de apoio financeiro e moral, e em 1954, ela foi homenageada como Mãe do Ano em Rhode Island. Ela recebeu um doutorado honorário do Rhode Island College em 1954 e um do Bryant College em 1960. Em 1964, ela foi premiada com a "Medalha de Prata" da Organização das Mulheres de Mizrachi da América por ter feito o máximo para construir Israel.
Silverman e seu marido (que morreu em 1966) foram conjuntamente incluídos no Rhode Island Heritage Hall of Fame em 1971.